# Незванова Клара Георгіївна
Клара Георгіївна Незва́нова, у шлюбі Зданівська (4 (17) листопада 1903 , Астрахань  — 20 червня 1977 , Ярославль ) — радянська театральна акторка, Заслужена артистка РРФСР (1950).

## Біографія
Народилася 4 (17 листопада) 1903 року в Астрахані, де закінчила церковно-парафіяльну школу та вище початкове училище. Після закінчення в 1920 році театральної студії вступила до трупи Астраханського драматичного театру. Служила акторкою Ярославського драмтеатру імені Ф. Г. Волкова (1928—1929 та з 1945 року). В 1930 році працювала акторкою Кримського ВМД імені М. Горького, а 1936 році — акторка Куйбишевського ГДТ імені М. Горького, 1940 року перейшла до Ростовського театру драми імені М. Горького.
Померла 20 червня 1977 року. Похована в Ярославлі на Західному (Чурилківському) цвинтарі (дільниця № 2).
Чоловік — артист Орест Здановський.

## Театральні ролі
- «Чайка» Антона Чехова — Ірина Миколаївна Аркадіна
- «Живий труп» Лева Толстого — Ліза
- «Підступність і кохання» Фрідріха Шиллера — леді Мільфорд
- «Таланти та шанувальники» Олександра Островського — Юлія Павлівна Тугіна
- «Прибуткове місце» ОлександраОлександра Островського — Ганна Павлівна Вишневська
- «Єгор Буличов та інші» Максима Горького — Варвара
- «Без провини винні» Олександра Островського — Любов Іванівна Отрадіна
- «Змова приречених» Миколи Вірти — Христина Падера

## Нагороди та премії
- орден Трудового Червоного Прапора (11.07.1950)[1]
- заслужена артистка РРФСР (11.07.1950)
- Сталінська премія третього ступеня (1950) — за виконання ролі Христини Падери у виставі «Змова приречених» Миколи Вірти на сцені Ярославського ГАТД імені Ф. Г. Волкова (1949)
- Почесна грамота Верховної Ради СРСР (1958) — за заслуги в галузі радянського театрального мистецтва"
- Диплом I ступеня у Всесоюзному огляді (1967) — за виконання ролі Манефи та Марії Нагойї у спектаклях " На всякого мудреця досить простоти " Олександра Островського та «Цар Юрій» Володимира Соловйова